# Andreas Scholz (Maler)
Andreas Scholz (* 10. Mai 1955 in Waldbröl) ist ein deutscher Kunstmaler.

## Leben
Scholz belegte von 1976 bis 1980 ein Studium an der FHS für Kunst und Design in Köln und war Meisterschüler bei Pravoslav Sovak. 1980 erhielt er ein Förderstipendium des WDR Köln, 1983 bekam er einen Förderpreis des Kölnischen Kunstvereins. Von 1984 bis 1985 hatte er einen Lehrauftrag an der FHS für Kunst und Design in Köln.

## Einzel- und Gruppenausstellungen
Auswahl
- 1980 Köln, Galerie Glockengasse
- 1980 Brüssel (B), An-Hyp-Art-Center
- 1982 New York (USA), Pratt Manhattan Center
- 1985 Köln, Kunsthalle
- 1993 Köln, Domhotel
- 1994 Amsterdam (NL), Galerie Siau
- 1994 Essen, Galerie Burkhard H Eikelmann
- 1995 Berlin, 1. Annuale für Malerei
- 1996 Dortmund, arke Galerie
- 2001 Innsbruck (A), ART Innsbruck 2001
- 2003 Neu-Delhi (IND), India International Center
- 2005 Dornbirn (A), art bodensee 05
- 2005 Moskau (RU), art moscow 05 Galerie Eikelmann
- 2005 Köln, art.fair Cologne 05
- 2006 Karlsruhe, Art Karlsruhe
- 2006 Kronberg, Galerie Paul Sties
- 2006 Genf (CH), Galerie estivale d'Aniere
- 2006 Moskau (RU), artmoscow 06
- 2006 Dortmund, arke Galerie
- 2006 Köln, art fair Cologne 06
- 2006 Düsseldorf, Galerie Eikelmann
- 2007 Köln, UniqueGallery
- 2007 Regensburg, Galerie Peter Bäumler
- 2007 Ulm, Fischerplatz Galerie Ulm
- 2007 Dornbirn (A), art bodensee 07
- 2007 Dortmund, arke Galerie
- 2007 Palma (E), tres temps Galeria
- 2007 London (GB), Bridge Art Fair London
- 2007 Nürnberg, Galerie Beate Voigt
- 2008 Wangen i. A., Städtische Galerie
- 2008 Düsseldorf, Galerie Burkhard H Eikelmann
- 2010 Ravensburg, Kreissparkasse Ravensburg
- 2011 Bergisch Gladbach, Galerie Anne Malchers
- 2011 Achberg, Schloss Achberg „Schau mal! Künstler im Dialog mit jungen Menschen“
- 2012 Regensburg, Galerie Peter Bäumler „Vom Wasser“
- 2012 La Garenne Colombes, Salle d’Exposition de la Médiathèque „Peintures de l’Ardèche“
- 2012 Vallons Pont d’Arc, Salles des Gardes „Peintures de l’Ardèche“
- 2012 Bergisch Gladbach, Galerie Anne Malchers
- 2013 Vallon Pont d’Arc, Galerie du Bourdaric
- 2014 Vallon Pont d’Arc, les artistes de la galerie, Galerie Du Bourdaric
- 2014 Iphofen, Galerie Max-21
- 2014 Achberg, Schloss Achberg, "Kunst Oberschwaben 20. Jahrhundert – 1970 bis heute"
- 2016 Kißlegg im Allgäu, Neues Schloss Kisslegg, "grün" Lindenhofpark – Ardèche – Allgäu
- 2020 Stuttgart, Kunsthaus Frölich "Lebenselixier"
- 2023 Stuttgart, Kunsthaus Frölich "Oasen"

## Veröffentlichungen
- Andreas Scholz, Oelbilder 1992–1995, "Das grüne Buch"
- Andreas Scholz, Oelbilder 1997–2003, "Das rote Buch"
- Andreas Scholz, Durchsicht, ISBN 978-3-00-024506-0
- Andreas Scholz, Michel Houellebecq, Buch/Kunstprojekt, Galerie du Bourdaric, Juli 2013
- Andreas Scholz, "Oasen", Kunsthaus Frölich 2023